# Forstkultur
In der Forstwirtschaft wird als Kultur (Forstkultur) ein Jungwuchs bezeichnet, der durch künstliche Verjüngung (Pflanzung oder Saat) entstanden ist. Der Gegensatz dazu ist die Naturverjüngung.
Der Begriff Forstkultur wurde früher auch als allgemeiner Ausdruck für die Forstwirtschaft verwendet.

## Geschichte
Als „Vater der Forstkultur“ gilt der Nürnberger Rats- und Handelsherr Peter Stromer (1315–1388), dem beginnend ab Ostern 1368 erstmals planmäßige Forstkulturen auf großen Flächen des Lorenzer Reichswaldes gelangen. 